# Accidente de globo aerostático en Santa Catarina en 2025
El 21 de junio de 2025, un globo aerostático se estrelló en Praia Grande, Santa Catarina, Brasil, muriendo 8 de las 21 personas a bordo.
Es el accidente de globo más mortífero en Brasil y el más mortífero a nivel mundial desde 2016, cuando 16 personas murieron en una colisión entre un globo aerostático y líneas eléctricas cerca de Lockhart, Texas, Estados Unidos.

## Antecedentes
Praia Grande es un municipio ubicado en el sur de Santa Catarina, un estado en la Región Sur de Brasil. Por ser un destino conocido para actividades de vuelo en globo aerostático, es llamado la "Capadocia brasileña", con aproximadamente 100 vuelos en globo diarios. El periódico Clarín informó que el vuelo en globo es especialmente popular en junio y que las parejas suelen celebrar el Día dos Namorados (Día de los Enamorados) el 12 de junio realizando esta actividad.
El vuelo en globo en el país está regulado por la Agencia Nacional de Aviación Civil de Brasil (ANAC), que exige calificaciones específicas para los pilotos y el mantenimiento del equipo, aunque la propia agencia lo considera una actividad "de alto riesgo" y los vuelos turísticos en globo no están regulados.
El globo tenía una canasta de seis metros de ancho, capacidad para transportar un máximo de 24 personas a un costo de R$550 (US$102.04) por pasajero y realizaba vuelos de 45 minutos a hasta 1.000 metros de altura. El portal de noticias G1 informó que la empresa involucrada en el accidente es Sobrevoar Serviços Turísticos, que opera en Praia Grande, y que el vehículo tenía permiso de vuelo. El propietario, que suspendió sus actividades indefinidamente tras el desastre, afirmó que cumplía con todas las regulaciones y que no tenía antecedentes de accidentes previos.
Este fue el segundo accidente fatal de globo en el país en menos de una semana, cuando un globo sin licencia que transportaba a 35 personas cayó en Capela do Alto, en el estado de São Paulo, matando a una mujer de 27 años que celebraba el Día dos Namorados con su esposo y dejando 11 heridos seis días antes. Otro globo cayó cerca de la playa de Maresías en la costa de São Sebastião, São Paulo. No se reportaron heridos ni daños significativos en las viviendas.

## Accidente
El piloto, que sobrevivió al accidente, declaró que alrededor de las c. 9:30 a.m. BRT
, dos minutos después del despegue, comenzó un incendio dentro de la canasta, lo que obligó al piloto a reducir la altitud del globo en un intento de permitir que los ocupantes saltaran para ponerse a salvo. Sin embargo, varios ocupantes no lograron saltar y el globo, al quedar aliviado de peso, ascendió inmediatamente, atrapando a las ocho víctimas que no pudieron escapar a tiempo. En consecuencia, el globo cayó después de ser desinflado por las llamas. La caída ocurrió cerca de un centro de salud, en una zona boscosa a solo dos kilómetros del sitio de despegue. Aproximadamente 30 bomberos militares fueron enviados al lugar con el apoyo de varios vehículos y una aeronave.
Las condiciones meteorológicas eran claras en la región al momento del accidente. Imágenes compartidas en redes sociales muestran al globo en el aire envuelto en llamas y personas saltando desde la canasta.

## Víctimas
Cinco personas heridas, incluidas dos con quemaduras de segundo grado, recibieron tratamiento en el hospital municipal Nossa Senhora de Fátima. Un testigo dijo haber observado "una mujer cubierta de barro en estado de shock junto a un hombre cojeando", así como dos cadáveres.
Cuatro personas murieron quemadas en la cesta y otras cuatro murieron al caer. Las víctimas fatales del accidente—dos parejas, una madre y su hija, un oftalmólogo y un patinador artístico—eran de Santa Catarina y del estado vecino de Rio Grande do Sul, la mayoría de ellos estaban en la ciudad disfrutando de la festividad del Corpus Christi.

## Investigación
El secretario de seguridad pública de Santa Catarina, Flavio Graff, declaró que las autoridades han abierto una investigación y que los resultados se harán públicos en un plazo de 30 días. Graff también indicó que, según la policía civil estatal, el piloto ya ha prestado testimonio y que también se recopilarán declaraciones de los sobrevivientes. El Centro de Investigación y Prevención de Accidentes Aeronáuticos (Portugués, CENIPA), el Cuerpo de Bomberos de Santa Catarina y la Policía Científica también investigarán las causas del accidente. La ANAC informó que está tomando "las medidas necesarias para investigar la situación de la aeronave y la tripulación".
Las investigaciones preliminares indicaron que el incendio posiblemente se originó con un soplete.

## Reacciones
El gobernador de Santa Catarina, Jorginho Mello, publicó un video expresando tristeza por las vidas perdidas en la tragedia y ordenando que la estructura estatal brinde la asistencia necesaria y supervise el desarrollo de los hechos.
El presidente Luiz Inácio Lula da Silva expresó su «solidaridad con las familias de las víctimas» en una publicación en su cuenta de X (Twitter), poniendo al gobierno federal «a disposición de las víctimas» y afirmando que «las fuerzas estatales y municipales estaban trabajando en las tareas de rescate y atención a los sobrevivientes».